# آندره بانکوف
آندره بانکوف (انگلیسی: André Bankoff؛ زادهٔ ۲۰ سپتامبر ۱۹۸۱) یک هنرپیشه، و بازیکن فوتبال اهل برزیل است.